# Fidel Olivas Escudero (distrito)
O Distrito peruano de Fidel Olivas Escudero é um dos oito distritos que formam a Província de Mariscal Luzuriaga, situada no Ancash, pertencente a Região Ancash, Peru.

## Transporte
O distrito de Fidel Olivas Escudero não é servido pelo sistema de estradas terrestres do Peru.